# Филбин, Патрик
Патрик Филбин (англ. Patrick Philbin; 4 августа 1874 — 1929) — британский полицейский и перетягиватель каната, серебряный призёр летних Олимпийских игр 1908.
На Играх 1908 в Лондоне Филбин участвовал в турнире по перетягиванию каната, в котором его команда заняла второе место.